# Угорська автономна область

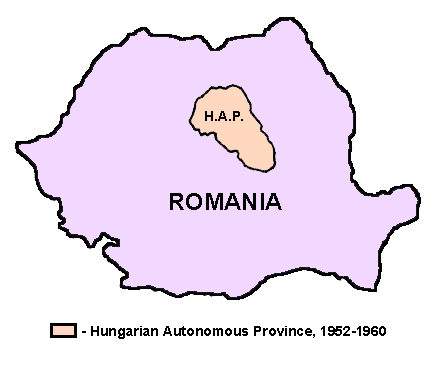
Угорська автономна область (1952—1960) на карті Румунії

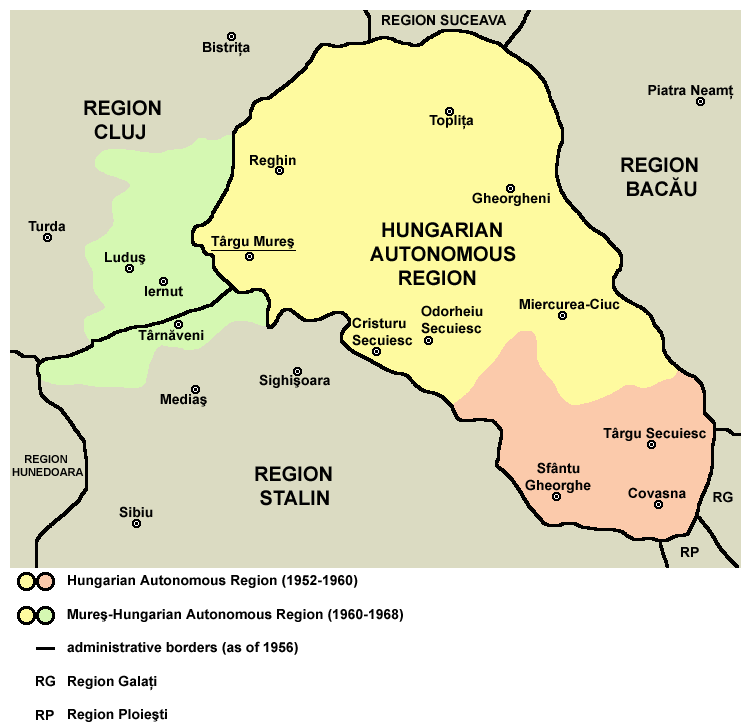
Жовтий колір — території, що входили до складу області за час її існування; червоний колір — відділені в 1960, зелений — приєднані в 1960

Угорська автономна область (рум. Regiunea Autonomă Maghiară), або  Муреш-Угорська автономна область (МУАО; 1960-1968) (рум. Regiunea Mureş Autonomă Maghiară) — 1952-1968 національна область в Соціалістичній Республіці Румунія, автономія угорської меншини (субетнічна група секеї) у Південній Трансильванії. Столиця — Тиргу-Муреш.

## Історія
Угорська автономна область утворена 1952 року в рамках адміністративно-територіальної реформи, яку було розпочато 1950 р. МУАО стала однією з 19 адміністративних одиниць Народної Республіки Румунія зі столицею у місті Тиргу-Муреш. На думку політологів, Тиргу-Муреш de facto був «останньою столицею Трансильванії». Угорська автономна область була окремо згадана в Конституції Румунії 1954.
1954 року із 2220 шкіл автономії 1597 шкіл були угорськими. З 1957 почався процес поступового закриття угорських шкіл. У грудні 1960 Угорська АО перейменована в Муреш-Угорську область (МУАО — по річці Муреш), її територія змінена. Південна частина МУАО приєднана до Області Сталін, яку незабаром перейменували на Область Брашов: площа області в цей період становила 12,25 тисяч км, населення - 806 тисяч чоловік (1960). 
1962 бухарестське видавництво «Меридіани» випустило в світ брошуру етнічного угорця Дьордя Ковача «Тиргу-Муреш» декількома мовами, в ній була велика кількість чорно-білих світлин і вона стала своєрідним пам'ятником згодом знищеної угорської автономії. 1965 прийнята нова конституція, де угорська меншина вже не згадувалася.
1968, через три роки після приходу до влади Ніколае Чаушеску, МУАО скасована під приводом нової адміністративно-територіальної реформи. Нею ліквідовано й самі області,  повернуто традиційний поділ Румунії на повіти (жудеці). У трьох нових жудецях, до складу яких передано території колишньої МУАО, угорці ніде не складали більшості. 
Територія Угорської АО увійшла переважно до складу повітів Муреш, Харгіта, Ковасна.

## Сучасний рух за автономію

Прапор секеїв та державний прапор Угорщини на будинку прихильників автономії в області Харгіта

На даний час на територіях колишньої Угорської АО продовжують компактно проживати угорці. За румунськими законами скрізь, де в адміністративних одиницях угорці складають 20 % населення, угорська мова є офіційною.
1990 в Тиргу-Муреші відбувалися збройні сутички угорців і румунів. 1992 офіційна двомовність в Тиргу-Муреші і низці інших трансильванських міст відновлена.
2009 угорські активісти висунули ідею створення політико-адміністративного утворення, іменованого «Секейська земля», яке територіально на 70-80 % збігається зі старими кордонами МУАО.
12 березня 2010 в місті Сфинту-Георге відбувся II з'їзд мерів і радників Секейської землі. Головним рішенням з'їзду стало надання угорській мові офіційного статусу на регіональному рівні. Центральні органи влади Румунії не визнали законності рішень I і II з'їздів. 20 травня 2011 Демократичний союз угорців Румунії (ДСУР) створив в Тиргу-Муреші Адміністративну раду Секейської землі.